# Leptotrichum pomiforme
Leptotrichum pomiforme là một loài rêu trong họ Ditrichaceae. Loài này được Griff. Mitt. mô tả khoa học đầu tiên năm 1859.